# Ethiopian News Agency
L'Ethiopian News Agency (ENA) (Amharique: የኢትዮጵያ ዜና አገልግሎት, Ye Ityopya Zéna Agelgelot) est l'agence de presse officielle du gouvernement éthiopien. Créée en 1942, c'est la plus ancienne organisation du pays.